# Михненко, Григорий Кириллович
Григо́рий Кири́ллович Михне́нко (7 августа 1910 года — 5 января 1990 года) — советский педагог, участник Великой Отечественной войны. Герой Социалистического Труда (1968), заслуженный учитель УССР (1958).

## Биография
Родился в селе Насташка (ныне Ракитнянский район Киевская область, Украина) в семье почтового служащего. В 1915 году отца мобилизовали в действующую армию на фронт, а семья переехала в город Чигирин. Там Михненко начал учиться в школе, но весной 1926 года, оставшись сиротой, вынужден был переехать к своей тётке Черкассы. В 1927 году окончил школу-семилетку и начал работать – вначале разнорабочим на стройке, а потом в городской библиотеке. 
В январе 1930 года Михненко поступил на семимесячные курсы подготовки учителей начальных классов при Черкасском педагогическом техникуме, после окончания которых в августе 1930 года начал свою педагогическую карьеру. 
С 1930 года по 1933 год работал в школах сёл Рацево, Боровица, Тиньки Чигиринского района. 
В 1933 году по направлению районного отдела образования окончил курсы учителей украинского языка и литературы при Киевском учительском институте и стал учителем украинского языка и литературы Тиньковской, а затем Замятницкой семилетней школы Чигиринского района.
С 1937 года по 1939 год являлся директором Худолеевской семилетней школы, с декабря 1939 года по июнь 1941 года занимал должность инспектора школ Чигиринского районного отдела образования.
Одновременно с работой заочно учился в Киевском учительском институте, а с 1939 года – в Киевском педагогическом институте. 
Из-за начала Великой Отечественной войны Михненко не смог сдать выпускные экзамены. В августе 1941 года призван в РККА и был направлен для прохождения военной подготовки в Чебаркульские военные лагеря в Челябинской области. 
В действующих подразделениях — с начала 1942 года, воевал на Западном фронте. В августе 1942 года направлен в Архангельское пулемётное училище, но в связи со сложной обстановкой на фронте не закончил обучение - весь курс без присвоения званий был направлен под Сталинград. 
Михненко принимал участие в боях в составе отдельного батальона связи 387-й стрелковой дивизии, несмотря на отсутствие офицерского звания, выполнял обязанности командира телефонно-кабельного взвода и офицера связи. 
В звании старшего сержанта участвовал в Сталинградской битве, в боях на Дону и реке Миус, освобождал Крым, Болгарию. 14 января 1943 года в бою под Сталинградом был ранен, 31 июля в бою на реке Миус контужен. 
В ноябре 1945 года Михненко демобилизовался и вернулся в Чигирин. Там он вновь был назначен инспектором школ Чигиринского районного отдела образования. В январе 1946 года возобновил учёбу на заочном отделении Киевского педагогического института, обучение закончил в августе 1947 года. 
12 августа 1948 года Михненко назначен на должность директора Боровицкой средней школы Чигиринского района. 
На посту директора Григорий Кириллович создал в школе совершенную систему эстетического воспитания учащихся. В учебном заведении были созданы хор и ансамбль бандуристов, которые неоднократно становились победителями и лауреатами областных и республиканских конкурсов и смотров. В 1966 году в сельской школе был открыт филиал Чигиринской музыкальной школы. В школе уделялось большое внимание трудовому воспитанию школьников. Школьная производственная бригада несколько раз занимала первое место в республиканском социалистическом соревнований ученических производственных бригад.
В 1959-1960-х годах во время отпуска преподавал украинский язык на курсах учителей украинского языка школ Польской Народной Республики при Варшавском центральном институте повышения квалификации учителей.
Указом Президиума Верховного Совета СССР от 1 июля 1968 года за большие заслуги в деле обучения и коммунистического воспитания Михненко Григорию Кирилловичу присвоено звание Героя Социалистического Труда.
В 1975 году вышел на пенсию. Занимался созданием сельского краеведческого музея, пять лет выполнял обязанности директора музея на общественных началах, а позже занял эту должность официально. Работал в музее до последних дней жизни. 
Статьи Михненко из опыта работы публиковались в республиканских журналах, сборниках Черкасского областного института усовершенствования учителей. Им был подготовлен исторический очерк о селе, в котором работал. 
Семь лет являлся редактором колхозной многотиражной газеты, руководил сельским лекторием. Неоднократно избирался депутатом сельского и районного совета. 
Скончался Михненко 5 января 1990 года.

## Награды
- Медаль «Серп и Молот»
- Два ордена Ленина  (1960, 01.07.1968)
- Орден Отечественной войны II степени (06.04.1985)[1]
- Орден Красной Звезды (19.02.1945)[2]
- медали СССР, в том числе:
  - Медаль «За отвагу» (06.01.1944) [3]
  - Медаль «За трудовое отличие» (1953)
  - Медаль «За оборону Сталинграда»
  - Медаль Макаренко
- Заслуженный учитель Украинской ССР (05.1958)
- другие награды